# کولووراتی
کولووراتی (به لاتین: Kolovraty) محله‌ای است از شهر پراگ در جمهوری چک. این محله در بخش پراگ ۱۰ واقع شده‌است.
کولووراتی در گوشه جنوب شرقی پراگ واقع شده و ۳۷۸۵ نفر جمعیت دارد. این محله دارای ایستگاه راه‌آهن است.
بر اساس یک سند کتبی، روستای کولووراتی از قرن ۱۲ میلادی وجود داشته‌است. این نام مربوط به یک خانواده قدیمی اشرافی چکی است. این روستا در سال ۱۹۷۴ به محله‌ای از پراگ بزرگ تبدیل شد. نام آن در نقشه‌های قدیمی کولولات نوشته می‌شد.